# 兴安蛇床
兴安蛇床（学名：Cnidium dahuricum）为伞形科蛇床属的植物。分布在蒙古、俄罗斯、朝鲜、日本以及中国大陆的吉林、黑龙江、河北、内蒙古等地，多生于草原和河边湿地，目前尚未由人工引种栽培。